# Ambiente
Ambiente — пятый студийный альбом голландского дуэта Laserdance, выпущенный в 1991 году.
Композитором всех композиций является Михиль ван дер Кёй (Michiel van der Kuy). В отличие от других альбомов Laserdance, наполненных динамичными диско-треками, Ambiente содержит исключительно романтические баллады, написанные в жанре spacesynth.

## Список композиций
- Диск LP: ZYX Music — ZYX 20194-1

Слова и музыка всех песен — Михиль ван дер Кёй.
| №  | Название                     | Длительность |
| -- | ---------------------------- | ------------ |
| 1. | «Galactic Dream»             | 5:05         |
| 2. | «Moon Dusk»                  | 5:24         |
| 3. | «Cosmic Revanche»            | 5:32         |
| 4. | «Voices from Another Planet» | 5:54         |
| 5. | «So Fine All the Time»       | 5:25         |

| №                   | Название            | Длительность |
| ------------------- | ------------------- | ------------ |
| 6.                  | «Stargazer»         | 4:43         |
| 7.                  | «Vast Emptiness»    | 5:21         |
| 8.                  | «The New Reunion»   | 5:53         |
| 9.                  | «Timeless Zone»     | 5:54         |
| 10.                 | «Laser Fears»       | 5:36         |
| Общая длительность: | Общая длительность: | 54:47        |

*Данный релиз не включает в себя «Final Tones»
Первые шесть треков — новые композиции, остальные треки — новые версии известные с предыдущих дисков Laserdance:
- «Vast Emptiness» и «The New Reunion» с альбома Changing Times (в оригинальной версии как «The Reunion»)
- «Timeless Zone» с альбома Discovery Trip (в оригинальной версии как «Time Zone»)
- «Laser Fears» с альбома Future Generation (в оригинальной версии как «Laser Fear»)
- «Final Tones» с альбома Around the Planet (в оригинальной версии как «Final Zone»)

Диск CD: ZYX Records — ZYX 20194-2, ZYX 20992-2, Hotsound Records — HS 9104 CD
Слова и музыка всех песен — Михиль ван дер Кёй.
| №                   | Название                     | Длительность |
| ------------------- | ---------------------------- | ------------ |
| 1.                  | «Galactic Dream»             | 5:07         |
| 2.                  | «Moon Dusk»                  | 5:27         |
| 3.                  | «Cosmic Revanche»            | 5:34         |
| 4.                  | «Voices from Another Planet» | 5:57         |
| 5.                  | «So Fine All the Time»       | 5:27         |
| 6.                  | «Stargazer»                  | 4:46         |
| 7.                  | «Vast Emptiness»             | 5:24         |
| 8.                  | «The New Reunion»            | 5:55         |
| 9.                  | «Timeless Zone»              | 5:56         |
| 10.                 | «Laser Fears»                | 5:38         |
| 11.                 | «Final Tones1»               | 6:23         |
| Общая длительность: | Общая длительность:          | 61:34        |

1CD - Бонус-трек

## Инструменты
- Akai MPC60
- E-mu Emax — семплер
- Ensoniq ESQ-1  (англ.) — синтезатор
- Korg DVP-1 Digital Voice Processor
- Korg M1, Korg Polysix  (англ.)
- Korg Monotron Delay — аналоговый ленточный синтезатор
- LinnDrum LM2  (англ.) — ударные
- Mixing console (D&R 4000) — микшерный пульт
- Oberheim OB-Xa  (англ.) — синтезатор
- Roland JX-10  (англ.) — синтезатор
- Roland Juno-60  (англ.), Roland Juno-106  (англ.)
- Roland MSQ-100, Roland TR-808
- Yamaha FB-01, Yamaha REV 500

## Авторство произведений
На обложке альбома написано, что второй участник Laserdance и одновременно исполнительный продюсер Эрик ван Флит (Erik van Vliet) был единственным композитором всех песен. Между тем, Михиль ван дер Кёй заявил в интервью, что ван Флит, который во времена Laserdance никогда не был ни композитором, ни исполнителем, купил авторские права у фактического композитора и, таким образом, мог поместить своё имя в композиции, которые он никогда не создавал.
Над обложкой альбома работал голландский график и композитор Эдвин ван дер Лааг (Edwin van der Laag), который одновременно работал с Эриком ван Флитом над другим проектом под названием Syntech. На обложке альбома его имя написано с ошибкой, как Edwin van de Laag.

## Синглы
В 1991 году вышел макси-сингл Megamix vol. 4, содержащий микс композиций из альбома Changing Times под названием Uptempo Mix и и несколько композиций из Ambiente, под названием Slow Mix.